# Conrado Peralta Pino
Conrado Martín Peralta Pino (Santa Fe, Argentina; 17 de septiembre de 1985) es un futbolista argentino. Juega como delantero y su primer equipo fue Unión de Santa Fe. Actualmente milita en Ateneo Inmaculada de la Liga Santafesina de Fútbol.

## Trayectoria
Oriundo de Santa Fe, Conrado Peralta Pino comenzó a jugar en Ateneo Inmaculada, para luego pasar a Newell's, ambos clubes su ciudad natal. Regresó a Ateneo, donde logró el ascenso a la A de la Liga Santafesina tras consagrarse campeón de la Primera B. En julio de 2005 se sumó a Rentistas de Uruguay, donde integró el plantel profesional pero no alcanzó a debutar.
De vuelta en Santa Fe, a principios de 2006 se sumó al equipo de Liga de Colón y seis meses después (tras superar una prueba) se cruzó de vereda y pasó a defender los colores de Unión, el clásico rival. En el Tate tuvo la chance de debutar profesionalmente en la Primera B Nacional, acumulando un total de 15 partidos jugados y 2 goles convertidos.

## Clubes
| Club                            | País      | Año       |
| ------------------------------- | --------- | --------- |
| Rentistas                       | Uruguay   | 2005      |
| Unión de Santa Fe               | Argentina | 2006-2007 |
| Gimnasia y Esgrima de Ciudadela | Argentina | 2007-2008 |
| 9 de Julio de Rafaela           | Argentina | 2009      |
| Ben Hur de Rafaela              | Argentina | 2009      |
| Central Norte de Salta          | Argentina | 2010      |
| San José de Oruro               | Bolivia   | 2010      |
| Deportivo Piamonte              | Argentina | 2011-2013 |
| El Expreso de El Trébol         | Argentina | 2014      |
| Argentino Las Parejas           | Argentina | 2014      |
| San Lorenzo de Esperanza        | Argentina | 2015      |
| Santa Clara FBC                 | Argentina | 2016-2017 |
| Central San Carlos              | Argentina | 2018      |
| Ateneo Inmaculada               | Argentina | 2019-?    |